# Bella Vista (Buenos Aires)
Bella Vista é uma cidade da Argentina, na província de Buenos Aires, localizado na área metropolitana de Gran Buenos Aires.